# Derek Allhusen
Derek Swithin Allhusen (* 9. Januar 1914 in Chelsea, Großbritannien; † 24. April 2000 in Norwich) war ein englischer Reiter und Pferdezüchter. Er nahm an Olympischen Winter- und Sommerspielen teil und gewann eine Gold- und eine Silbermedaille bei den Olympischen Sommerspielen 1968 in Mexiko.
Derek Allhusen wurde in London geboren, ging in Eton und Le Rosey zur Schule, studierte am Trinity College der Universität Cambridge und schloss mit einem Honours degree in Geschichte ab. Danach trat er in die Armee ein, verließ diese aber, um am 28. April 1937 Hon. Hon. Claudia Violet Betterton (1917–2009), Tochter des Henry Betterton, 1. Baron Rushcliffe zu heiraten. Schon 1938 kehrte er wieder zu seinem Regiment zurück und kämpfte während des Zweiten Weltkriegs als Offizier der 9th Queen’s Royal Lancers in Frankreich, Nordafrika und Italien und wurde 1944 mit dem Silver Star ausgezeichnet. Er verließ die Armee 1949, zuletzt bekleidete er den Rang eines Majors.
Als Kriegsheimkehrer brachte er aus Deutschland zwei Pferde mit und ließ sich in Claxton, Norfolk nieder, wo er mit der Pferdezucht begann. Er konnte sich mit einem der Pferde, Laura, für den Winter-Fünfkampf bei den Olympischen Spielen 1948 in St. Moritz qualifizieren und belegte dort den sechsten Rang, wobei er im Reitparcour sein bestes Einzelergebnis hatte. Im Sommer begann er mit Training für den Modernen Fünfkampf und lernte dabei das Military-Reiten (heute: Vielseitigkeitsreiten) kennen. Aber erst einige Jahre nach seinem Austritt aus der Armee schaffte er es, mit Laurien, der Tochter von Laura, an Europameisterschaften teilzunehmen. 1957 gewann er Gold in der Mannschaft, 1959 Bronze im Einzel und Silber mit der Mannschaft. 1961 kaufte er den braunen Iren Lochinvar, mit dem er 1967 und 1969 jeweils Mannschaftseuropameister wurde und im Alter von 54 Jahren als größten Erfolg seiner Karriere den Olympiasieg in der Mannschaft – zusammen mit Richard Meade, Mary Bullen und Sgt. Reuben Jones – sowie Silber im Einzel bei Olympischen Spielen 1968 in Mexiko feiern konnte. Er sollte stellvertretend für die Mannschaft den Orden MBE erhalten, lehnte diesen jedoch ab, weil seine Mannschaftskameraden nicht mit ihm geehrt werden sollten.
Nachdem er sich aus dem aktiven Sport zurückgezogen hatte, konnte er als Züchter weitere Erfolge verbuchen. Seine Frau Claudia, die als Dressurreiterin und Preisrichterin aktiv war, unterstützte ihn bei der Ausbildung der Pferde. So wurde Lauriens Sohn Laurieston bei den Olympischen Spielen 1972 in München unter Richard Meade Doppelolympiasieger. Allhusen wurde im Jahr 1984 mit dem Ritterorden Royal Victorian Order ausgezeichnet. Außerdem war er Präsident der British Horse Society von 1986 bis 1988. Allhusen starb im Alter von 86 Jahren in Norwich in der Grafschaft Norfolk.